# Monstrosity
Monstrosity je floridská hudební skupina hrající brutální death metal.

## Historie
Kapela Monstrosity byla založena v městě Fort Lauderdale na Floridě v roce 1990. Následujícího roku vydala demo Horror Infinity, v roce 1992 prostřednictvím společnosti Nuclear Blast své debutové album nazvané Imperial Doom, které se stává poměrně úspěšným počinem, dodnes se jej prodalo na 50 000 kusů. Kapela se ale již od svého počátku potýká s problémy ve své sestavě, jediným stálým členem zůstává bubeník Lee Harrison; jinak zde dočasně působila řada muzikantů, kteří později zakotvili v kapelách jako Cynic, Malevolent Creation, Capharnaum ad. Od roku 1992 zde působil známý zpěvák George "Corpsegrinder" Fisher, který ale po vydání alba Millenium v roce 1996 skupinu opustil a nahradil Chrise Barnese ve slavných Cannibal Corpse. Na jeho místo přišel Jason Avery, který vystoupil na albech In Dark Purity (1999) a Rise to Power (2003). Na místě zpěváka v současnosti působí Mike Hrubovcak, který se ke skupině připojil v prosinci 2006.

## Sestava
- Mike Hrubovcak – zpěv
- Lee Harrison – bicí
- Mike Poggione – baskytara
- Mark English – kytara

## Diskografie

### Studiová alba
- Imperial Doom (1992)
- Millennium (1996)
- In Dark Purity (1999)
- Rise to Power (2003)
- Spiritual Apocalypse (2007)

### Kompilace
- Enslaving the Masses (2001)

### Živá alba
- 10 Years Of Nuclear Blast (1997)
- Live Extreme Brazilian – Tour 2002 (2003)

### Dema
- Horror Infinity (1991)